# Горвілл (Іллінойс)
Горвілл (англ. Goreville) — селище (англ. village) в США, в окрузі Джонсон штату Іллінойс. Населення — 1068 осіб (2020).

## Географія
Горвілл розташований за координатами 37°33′4″ пн. ш. 88°58′29″ зх. д. / 37.55111° пн. ш. 88.97472° зх. д. (37.551146, -88.974782).  За даними Бюро перепису населення США в 2010 році селище мало площу 4,35 км², з яких 4,30 км² — суходіл та 0,05 км² — водойми. В 2017 році площа становила 7,01 км², з яких 6,95 км² — суходіл та 0,06 км² — водойми.

## Демографія
Згідно з переписом 2010 року, у селищі мешкало 1049 осіб у 428 домогосподарствах у складі 305 родин. Густота населення становила 241 особа/км².  Було 462 помешкання (106/км²).
Расовий склад населення:
| - 98,6 % — білих - 0,1 % — корінних американців - 0,1 % — чорних або афроамериканців |

До двох чи більше рас належало 0,5 %. Частка іспаномовних становила 1,1 % від усіх жителів.
За віковим діапазоном населення розподілялося таким чином: 24,2 % — особи молодші 18 років, 57,2 % — особи у віці 18—64 років, 18,6 % — особи у віці 65 років та старші. Медіана віку мешканця становила 40,0 року. На 100 осіб жіночої статі у селищі припадало 86,7 чоловіків;  на 100 жінок у віці від 18 років та старших — 83,2 чоловіків також старших 18 років.
Середній дохід на одне домашнє господарство  становив 51 580 доларів США (медіана — 43 750), а середній дохід на одну сім'ю — 65 359 доларів (медіана — 51 250). За межею бідності перебувало 9,9 % осіб, у тому числі 4,4 % дітей у віці до 18 років та 19,7 % осіб у віці 65 років та старших.
Цивільне працевлаштоване населення становило 465 осіб. Основні галузі зайнятості: освіта, охорона здоров'я та соціальна допомога — 36,8 %, публічна адміністрація — 12,5 %, виробництво — 9,0 %, будівництво — 8,0 %.